# Calviria solaris
Calviria solaris is een platworm (Platyhelminthes). De worm is tweeslachtig. De soort leeft in het zoute water.
Het geslacht Calviria, waarin de platworm wordt geplaatst, wordt tot de familie Calviriidae gerekend. De wetenschappelijke naam van de soort werd voor het eerst geldig gepubliceerd in 1993 door Martens & Curini-Galletti.